# Camp de Nexon
Das Camp de Nexon war ein französisches Internierungslager auf dem Gebiet der Gemeinde Nexon im Département Haute-Vienne, das von November 1940 bis August 1944 bestand. Es diente zunächst der Internierung politischer Gefangener und wurde ab 1942 zunehmend zur Internierung von Menschen jüdischer Herkunft genutzt, die dann über das Sammellager Drancy in die deutschen Vernichtungslager im Osten Europas deportiert wurden. Nach Einschätzung von Pascal Coussy war das Camp de Nexon eines der wichtigsten der etwa fünfzig Umgruppierungs-, Überwachungs-, Internierungs- und Arbeitslager im Limousin.

## Geschichte
Am 12. November 1938 erließ die Regierung Daladier ein Dekret zur Schaffung spezieller Lager für die Internierung „unerwünschter Ausländer“.

„Im „klassischen Asylland Europas“ (Hans-Albert Walter) hat zwischen Januar 1939, acht Monate vor Kriegsausbruch, und Februar I946, zehn Monate nach Kriegsende, ein Lagersystem existiert, das als Repressionsinstrument ganz unterschiedlichen Herren mit wechselnden Zielrichtungen gedient hat. In der Reihenfolge sind dort zuerst die Flüchtlinge der zusammengebrochenen spanischen Schwesterrepublik, deutsche Zivilgefangene, französische und ausländische Kommunisten und kommunistische Sympathisanten und schliefilich ausländische Juden inhaftiert worden. Ab August 1942 sind etwa 20 000 jüdische Flüchtlinge aus verschiedenen Lagern Südfrankreichs über Drancy bei Paris in die Gaskammern der Vernichtungslager Auschwitz und Sobibór deportiert worden. Ab Sommer 1944 haben die gleichen Lager zur Unterbringung deutscher Kriegsgefangener und französischer Kollaborateure gedient.“

In diesem historischen Kontinuum begann die Geschichte des Camp de Nexon vergleichsweise spät, wobei nicht ausgeschlossen ist, dass seine Errichtung auf bereits früher bestehende Pläne zurückreicht. Das Camp wurde im Laufe des Jahres 1940 durch das Vichy-Regime eingerichtet und im November 1940 als Centre de sejour surveille (CSS, Zentrum für überwachten Aufenthalt) in Betrieb genommen.
Das Lager direkt neben dem Bahnhof von Nexon und etwas abseits der Stadt bestand ursprünglich aus 13 Baracken zur Unterbringung von 1.200 Internierten, wurde aber durch 4 zusätzliche Gebäude auf eine Kapazität für 1.600 Personen aufgestockt. Laut der Fondation pour la mémoire de la déportation (FMD) bildeten vier Baracken von Dezember 1940 bis zum 24. März 1943 ein Lager-Krankenhaus für Invaliden, Kinder und ältere Menschen. Die übrigen Gefangenen waren Franzosen, die als gefährlich für die nationale Sicherheit angesehen wurden (überwiegend Kommunisten, Gewerkschafter), Flüchtlinge, die illegal die Demarkationslinie zwischen der freien und der besetzten Zone überschritten hatten, und Ausländer unter französischer Polizeiüberwachung (Deutsche, Österreicher, Spanier, Polen).
Das Camp war von Stacheldraht umgeben und wurde von vier Wachtürmen aus bewacht. Eine hohe Palisade versperrte Passanten auf der Straße nach Limoges die Sicht auf das Lager. Ob das Lager jemals bis zur Kapazitätsgrenze belegt war, lässt sich aus keiner der vielen Quellen herleiten. Die AJPN spricht von bis zu 845 Insassen und 173 Bewachern, die Fondation pour la mémoire de la déportation (FMD) erwähnt eine Kapazität von 800 Personen und führt als höchsten Belegungsstand 700 Personen an (im Februar 1941 und am 24. Dezember 1942).
Im März 1941 wurden aus den drei Limousin-Lagern Camp de Nexon, Camp de Saint-Paul-d'Eyjeaux und Durchgangslager Saint-Germain-les-Belles 265 Internierte mit dem Zug nach Port-Vendres gebracht worden und von da aus per Schiff nach Nordafrika. Ihre Bestimmungsorte waren die der Légion étrangère unterstehenden Sahara-Lager. 90 dieser Deportierten kamen aus dem Camp de Nexon.
1942 war das Jahr der vom Vichy-Regime organisierten Großrazzien (L'année des grandes rafles) und der ersten Deportationen aus Frankreich. Im Zuge dieser vor allem gegen ausländische Juden in der freien Zone (auch Südzone genannt) gerichteten Verfolgungen änderte sich die Funktion des Camp de Nexon.

„Nexon, das seinerseits von seinen Politischen entleert wurde, wurde zum Aussieblager für die große Razzia im August 1942, zum Krankenhauslager für ausländische Internierte und zum Ort der Selektion für alle Arten von Deportationen, die von Deutschland gefordert wurden: wirtschaftliche Deportationen, die auf Arbeitskräfte abzielten, die in den nationalen Unternehmen oder auf den Atlantikbaustellen der Organisation Todt arbeiten sollten, und auch rassische Deportationen, die auf die Vernichtung abzielten. Das Lager Nexon war eines der Räder im Getriebe der "Deportationsmaschine" des französischen Staates, der damit eine schändliche Seite der französischen Geschichte schrieb.“

In dem Zusammenhang entstand auch innerhalb des Lagers eine spezielle Insel (îlot spécial): zwei durch einen Maschendrahtzaun vom übrigen Lager separierte Baracken dienten fortan der Unterbringung der Ausgesiebten. Am 29. August 1942 waren etwa 450 Juden (darunter 68 Kinder) aus der Region Limoges im Camp de Nexon zusammengetrieben worden. Sie wurden vom Vichy-Regime den Nazis übergeben und über das Sammellager Drancy nach Auschwitz deportiert. Die FMD verzeichnet weitere Judentransporte aus dem Lager im Jahre 1943, wovon ein Transport nach Transport nach Drancy führte, zwei weitere in andere Lager.
Die ober erwähnte Umstrukturierung in ein Lazarettlager erfolgte im Oktober 1942 und stand im Zusammenhang mit der Auflösung des Camp du Récébédou, dessen letzte Insassen nach Nexon verlegt wurden. Es soll sich um ältere Juden gehandelt haben.
Die FMD erwähnt als Annex des Camp de Nexon die GTE-Einheit 664 in Mauriac (Cantal) und an anderer Stelle die Abreise aller noch verbliebener Spanier im Camp zum GTE-Einsatz am 23. März 1943. Die Beziehungen zwischen dem Camp de Nexon und dem GTE-Standort Mauriac ließen sich nicht klären, es gibt aber Quellen, nach denen die in Mauriac stationierten Spanier überwiegend in anderen GTEs organisiert waren, während die GTE 664 im Wesentlichen aus etwa 200 Polen und Juden verschiedener Nationalitäten bestand.
Im November 1943, wurde das Camp de Gurs geschlossen und dessen noch verbliebene Internierte nach Nexon gebracht.
Am 11. Juni 1944 griffen Widerstandskämpfer der Forces françaises de l’intérieur (FFI) das Camp de Nexon an. Es kam zu einem Stromausfall, in dessen Folge 54 Gefangenen die Flucht gelang. Die verbliebenen Internierten wurden nach Limoges ins Camp Grand Séminaire verlegt.
Möglicherweise wurde das Camp noch einmal zur Unterbringung von sogenannten Verwaltungsinternierten (behördlich veranlasste Verhaftungen ohne Gerichtsurteil) benutzt, doch im August 1944 kam wohl das endgültige Aus für das Lager. Es wurde niedergebrannt, wodurch die Mehrheit der Baracken zerstört wurden. Erhalten blieben einige Ziegelbauten, so die Küchen der Internierten, der Schweinestall, die Personal-Duschen und die Schmiede.

## Bekannte Häftlinge
- Eugen Eppstein (1878–1943), Politiker
- Kurt Siegfried Hirschhorn
- Jean Lajudie (1900–?), Zeitzeuge
- Karl Schwesig (1898–1955), Maler
- Abraham Sommer (1877–1943), Kaufmann

## Gedenken
Pascal Coussy sprach 2020 von „Pétains vergessenen Lagern im Limousin“. Die Existenz der Lager werde in  den offiziellen Gedenkfeiern verschwiegen, sie seien aus dem Gedächtnis der Bewohner der Orte oder ihrer Nachkommen gelöscht und die meisten ihrer Spuren verschwunden. Die offizielle Webseite der Stadt Nexon – ganz im Gegensatz zu der der Nachbargemeinde Saint-Paul – bestätigt Coussys Einschätzung eindrücklich.
Doch es gibt immerhin drei Orte, die wenigstens ansatzweise die Erinnerung an das Camp de Nexon wach halten. Am Bahnhofsvorplatz stehen mehrere Info-Tafeln, und die Inschrift einer Stele weist darauf hin, dass von hier viele politische Gefangene in die Sahara-Lager deportiert wurden. (Punkt B auf der Karte) Die heutige D11 führte am Lagergelände entlang. Wo von dieser der Impasse Jean Moulin abzweigt – die frühere zentrale Lagerstraße –, stehen vor dem ersten Haus auf der rechten Seite.zwei Gedenksteine, die vor allem an die Deportation der Juden erinnern. (Punkt C auf der Karte) Auf dem Friedhof der Gemeinde (nicht auf der Karte) erinnert ein Grabstein an die 59 im Lager verstorbenen Juden, deren Namen auf dem Grabstein aufgeführt sind. Die Fotos hierzu stehen auf der Webseite Gedenkorte Europa, Google Street View zeigt sie auch und vermittelt zugleich einen Eindruck von den eher trostlosen Erinnerungsorten am Bahnhof und im Impasse Jean Moulin.